# البی-سو-چران
البی-سو-چران (به فرانسوی: Alby-sur-Chéran) یک کمون در فرانسه است که در Canton of Alby-sur-Chéran واقع شده‌است.

## خصوصیات
البی-سو-چران ۶٫۵۶ کیلومترمربع مساحت و ۱٬۶۳۰ نفر جمعیت دارد.